# Finale del campionato NFL 1957
La finale del campionato NFL 1957 è stata la 25ª del campionato della NFL. La gara si tenne il 29 dicembre 1957 al Briggs Stadium di Detroit tra Detroit Lions e Cleveland Browns.
Fu la quarta volta che Lions e Browns si incontrarono in finale. I Lions, che vinsero tre di quelle sfide, da allora non si sono più qualificati per la finale (incluso il Super Bowl); la volta che vi si avvicinarono maggiormente fu nel 1992, quando persero in finale di conference contro i Washington Redskins.
I Browns avevano vinto la Eastern Conference con un record di 9–2–1 mentre i Lions avevano dovuto disputare uno spareggio contro i San Francisco 49ers la settimana precedente.

## Marcature
- DET – FG di Martin da 31 yard. 3–0 DET
- DET – Rote su corsa da una yard (extra point trasformato da Martin) 10–0 DET
- DET – Gedman su corsa da una yard (extra point trasformato da Martin) 17–0 DET
- CLE – Brown su corsa da 29 yard (extra point trasformato da Groza) 17–7 DET
- DET – Junker su passaggio da 26 yard di Rote (extra point trasformato da Martin) 24–7 DET
- DET – Barr su ritorno di intercetto da 19 yard (extra point trasformato da Martin) 31–7 DET
- CLE – Carpenter su corsa da 5 yard (extra point trasformato da Groza) 31–14 DET
- DET – Doran su passaggio da 78 yard di Rote (extra point trasformato da Martin) 38–14 DET
- DET – Junker su passaggio da 23 yard di Rote (extra point trasformato da Martin) 45–14 DET
- DET – Middleton su passaggio da 32 yard di Rote (extra point trasformato da Martin) 52–14 DET
- DET - Cassady su passaggio da 17 yard di Reichow (extra point trasformato da Martin) 59–14 DET

## Membri della Hall of Fame coinvolti nella partita

### Detroit Lions
- FB John Henry Johnson
- C Frank Gatski
- LT Lou Creekmur
- LB Joe Schmidt
- DB Jack Christiansen
- DB Yale Lary
- QB Bobby Layne (infortunato)

### Cleveland Browns
- FB Jim Brown
- LT/K Lou Groza
- RT Mike McCormack
- RDE Len Ford
- Capo-allenatore/General manager Paul Brown